# Морина, Татьяна Валерьевна
Татьяна Валерьевна Морина (род. 9 июля 1993, Новгород) — российская футболистка, нападающая клуба «Рязань-ВДВ». Выступала за сборную России.

## Биография
Воспитанница новгородского спорта. В детстве занималась различными видами спорта, в том числе футболом на дворовом уровне, так как в городе не было женской команды. Только в 13-летнем возрасте вошла в состав вновь созданной команды девушек в Новгороде, а через полгода перешла в петербургский клуб «Аврора».
До 27-летнего возраста выступала в любительских соревнованиях, в основном в мини-футболе и пляжном футболе. В мини-футболе играла за ряд клубов Санкт-Петербурга, в том числе «Форсаж». Дважды становилась лучшим бомбардиром соревнований «Мини-футбол — в вузы». В пляжном футболе в составе клуба «Сити» дважды завоёвывала бронзовые медали чемпионата России (2012, 2013), а в 2013 году вошла в пятёрку лучших бомбардиров чемпионата (6 голов). Позднее много лет играла на уровне городских соревнований.
В 2020 году вошла в состав новосозданного клуба по большому футболу «Зенит» (Санкт-Петербург). 1 августа 2020 года сыграла дебютный матч в высшей лиге России против ЦСКА, заменив на 85-й минуте Елену Шестернёву. Бронзовый призёр чемпионата России 2021 года. В начале 2022 года перешла в московский «Локомотив», где стала бронзовым призёром Чемпионатов 2022 и 2023 года, после чего покинула клуб и перешла в «Спартак». Бронзовый призёр чемпионата России 2024. После сезона 2024 покинула «Спартак» и перешла в «Рязань-ВДВ».
В конце 2020 года впервые вызвана в сборную России. Дебютный матч сыграла 1 декабря 2020 года в отборочном турнире чемпионата Европы против Турции, проведя на поле первый тайм.
Окончила Санкт-Петербургский государственный университет телекоммуникаций им. проф. М. А. Бонч-Бруевича. Перед подписанием профессионального контракта с «Зенитом» некоторое время работала на заводе по производству лазеров.